# Albo d'oro del doppio misto dell'Open di Francia
Questo è un elenco dei vincitori del doppio misto dell'Open di Francia.

## Albo d'oro[1]
| Anno       | Vincitori                                              | Finalisti                                        | Punteggio                                        |
| ---------- | ------------------------------------------------------ | ------------------------------------------------ | ------------------------------------------------ |
| 1902       | Hélène Prévost (1) Reginald Arthur Villiers Forbes (1) | Adine Masson William Masson                      |                                                  |
| 1903       | Hélène Prévost (2) Reginald Arthur Villiers Forbes (2) |                                                  |                                                  |
| 1904       | Kate Gillou Max Décugis (1)                            |                                                  |                                                  |
| 1905       | Yvonne de Pfeffel (1) Max Décugis (2)                  |                                                  |                                                  |
| 1906       | Yvonne de Pfeffel (2) Max Décugis (3)                  |                                                  |                                                  |
| 1907       | A. Péan Robert Wallet                                  |                                                  |                                                  |
| 1908       | Kate Gillou Fenwick Max Décugis (4)                    | A. Péan Etienne Picard                           | 6–4, 6–2                                         |
| 1909       | Jeanne Matthey Max Décugis (5)                         | Flouch Jean Samazeuilh                           | 7–5, 7–5                                         |
| 1910       | Marguerite Meny Édouard Mény de Marangue               | Daisy Speranza William Laurentz                  | 7–5, 0–6, 6–3                                    |
| 1911       | Marguerite Broquedis André Gobert                      | Marguerite Meny Édouard Mény de Marangue         | 6–4, 6–3                                         |
| 1912       | Daisy Speranza (1) William Laurentz (1)                |                                                  |                                                  |
| 1913       | Daisy Speranza (2) William Laurentz (2)                | Elizabeth Ryan Max Décugis                       |                                                  |
| 1914       | Suzanne Lenglen (1) Max Décugis (5)                    | Suzanne Amblard Maurice Germot                   | 6–4, 6–1                                         |
| 1915- 1919 | Non disputato per la prima guerra mondiale             | Non disputato per la prima guerra mondiale       | Non disputato per la prima guerra mondiale       |
| 1920       | Suzanne Lenglen (2) Max Décugis (6)                    | Marie Conquet Marcel Dupont                      | 6–0, 6–3                                         |
| 1921       | Suzanne Lenglen (3) Jacques Brugnon (1)                | Marguerite Billout Max Décugis                   | 6–4, 6–1                                         |
| 1922       | Suzanne Lenglen (4) Jacques Brugnon (2)                | Germaine Golding Jean Borotra                    | 6–0, 6–0                                         |
| 1923       | Suzanne Lenglen (5) Jacques Brugnon (3)                | Yvonne Bourgeois Henri Cochet                    | 6–1, 7–5                                         |
| 1924       | Marguerite Broquedis (1) Jean Borotra (1)              | Germaine Golding Jean Couitéas                   | 6–2, 8–6                                         |
| 1925       | Suzanne Lenglen (6) Jacques Brugnon (4)                | Didi Vlasto Henri Cochet                         | 6–2, 6–2                                         |
| 1926       | Suzanne Lenglen (7) Jacques Brugnon (5)                | Nanette le Besnerais Jean Borotra                | 6–4, 6–3                                         |
| 1927       | Marguerite Broquedis Bordes (2) Jean Borotra (2)       | Lilí de Álvarez Bill Tilden                      | 6–4, 2–6, 6–2                                    |
| 1928       | Eileen Bennett (1) Henri Cochet (1)                    | Helen Wills Frank Hunter                         | 3–6, 6–3, 6–3                                    |
| 1929       | Eileen Bennett (2) Henri Cochet (2)                    | Helen Wills Frank Hunter                         | 6–3, 6–2                                         |
| 1930       | Cilly Aussem Bill Tilden                               | Eileen Bennett Henri Cochet                      | 6–4, 6–4                                         |
| 1931       | Betty Nuthall (1) Pat Spence                           | Dorothy Shepherd Barron Bunny Austin             | 6–3, 5–7, 6–3                                    |
| 1932       | Betty Nuthall (2) Fred Perry                           | Helen Wills Moody Sidney Wood                    | 6–4, 6–2                                         |
| 1933       | Margaret Scriven Jack Crawford                         | Betty Nuthall Fred Perry                         | 6–2, 6–3                                         |
| 1934       | Colette Rosambert Jean Borotra (3)                     | Elizabeth Ryan Adrian Quist                      | 6–2, 6–4                                         |
| 1935       | Lolette Payot Marcel Bernard (1)                       | Sylvie Jung Henrotin André Martin-Legeay         | 4–6, 6–2, 6–4                                    |
| 1936       | Billie Yorke Marcel Bernard (2)                        | Sylvie Jung Henrotin André Martin-Legeay         | 7–5, 6–8, 6–3                                    |
| 1937       | Simone Passemard Mathieu (1) Yvon Petra                | Marie Luise Horn Roland Journu                   | 7–5, 7–5                                         |
| 1938       | Simone Passemard Mathieu (1) Dragutin Mitic            | Nancye Wynne Christian Boussus                   | 2–6, 6–3, 6–4                                    |
| 1939       | Sarah Palfrey Fabyan Elwood Cooke                      | Simone Passemard Mathieu Franjo Kukuljevic       | 4–6, 6–1, 7–5                                    |
| 1940- 1945 | Non disputato per la seconda guerra mondiale           | Non disputato per la seconda guerra mondiale     | Non disputato per la seconda guerra mondiale     |
| 1946       | Pauline Betz Budge Patty                               | Dorothy Bundy Tom Brown                          | 7–5, 9–7                                         |
| 1947       | Sheila Piercey Summers (1) Eric Sturgess (1)           | Jadwiga Jędrzejowska Christian Caralulis         | 6–0, 6–0                                         |
| 1948       | Pat Canning Todd Jaroslav Drobný                       | Doris Hart Frank Sedgman                         | 6–3, 3–6, 6–3                                    |
| 1949       | Sheila Piercey Summers (2) Eric Sturgess (2)           | Jean Quertier Gerry Oakley                       | 6–1, 6–1                                         |
| 1950       | Barbara Scofield Enrique Morea                         | Pat Canning Todd Bill Talbert                    | walkower                                         |
| 1951       | Doris Hart (1) Frank Sedgman (1)                       | Thelma Coyne Long Mervyn Rose                    | 7–5, 6–2                                         |
| 1952       | Doris Hart (2) Frank Sedgman (2)                       | Shirley Fry Eric Sturgess                        | 6–8, 6–3, 6–3                                    |
| 1953       | Doris Hart (3) Vic Seixas                              | Maureen Connolly Mervyn Rose                     | 4–6, 6–4, 6–0                                    |
| 1954       | Maureen Connolly Lew Hoad                              | Jacqueline Patorni Rex Hartwig                   | 6–4, 6–3                                         |
| 1955       | Darlene Hard (1) Gordon Forbes                         | Jenny Staley Luis Ayala                          | 5–7, 6–1, 6–2                                    |
| 1956       | Thelma Coyne Long Luis Ayala                           | Doris Hart Bob Howe                              | 4–6, 6–4, 6–1                                    |
| 1957       | Vera Pužejová Jirí Javorský                            | Edda Buding Luis Ayala                           | 6–3, 6–4                                         |
| 1958       | Shirley Bloomer Nicola Pietrangeli                     | Lorraine Coghlan Bob Howe                        | 8–6, 6–2                                         |
| 1959       | Yola Ramírez Billy Knight                              | Renee Schuurman Rod Laver                        | 6–4, 6–4                                         |
| 1960       | Maria Bueno Bob Howe (1)                               | Ann Haydon Jones Roy Emerson                     | 1–6, 6–1, 6–2                                    |
| 1961       | Darlene Hard (2) Rod Laver                             | Věra Suková Jirí Javorský                        | 6–0, 2–6, 6–3                                    |
| 1962       | Renee Schuurman Bob Howe (2)                           | Lesley Turner Fred Stolle                        | 3–6, 6–4, 6–4                                    |
| 1963       | Margaret Smith (1) Ken Fletcher (1)                    | Lesley Turner Fred Stolle                        | 6–1, 6–2                                         |
| 1964       | Margaret Smith (2) Ken Fletcher (2)                    | Lesley Turner Fred Stolle                        | 6–3, 4–6, 8–6                                    |
| 1965       | Margaret Smith (3) Ken Fletcher (3)                    | Maria Bueno John Newcombe                        | 6–4, 6–4                                         |
| 1966       | Annette Van Zyl Frew McMillan                          | Ann Haydon Jones Clark Graebner                  | 1–6, 6–3, 6–2                                    |
| 1967       | Billie Jean King (1) Owen Davidson                     | Ann Haydon Jones Ion Țiriac                      | 6–3, 6–1                                         |
| 1968       | Françoise Dürr (1) Jean-Claude Barclay (1)             | Billie Jean King Owen Davidson                   | 6–1, 6–4                                         |
| 1969       | Margaret Smith Court (4) Marty Riessen                 | Françoise Dürr Jean-Claude Barclay               | 6–3, 6–2                                         |
| 1970       | Billie Jean King (2) Bob Hewitt                        | Françoise Dürr Jean-Claude Barclay               | 3–6, 6–4, 6–2                                    |
| 1971       | Françoise Dürr (2) Jean-Claude Barclay (2)             | Winnie Shaw Toomas Leius                         | 6–2, 6–4                                         |
| 1972       | Evonne Goolagong Kim Warwick (1)                       | Françoise Dürr Jean-Claude Barclay               | 6–2, 6–4                                         |
| 1973       | Françoise Dürr (3) Jean-Claude Barclay (3)             | Betty Stöve Patrice Dominguez                    | 6–1, 6–4                                         |
| 1974       | Martina Navrátilová (1) Iván Molina                    | Rosie Reyes Darmon Marcelo Lara                  | 6–3, 6–3                                         |
| 1975       | Fiorella Bonicelli Thomaz Koch                         | Pam Teeguarden Jaime Fillol                      | 6–4, 7–6                                         |
| 1976       | Ilana Kloss Kim Warwick (2)                            | Linky Boshoff Colin Dowdeswell                   | 5–7, 7–6, 6–2                                    |
| 1977       | Mary Carillo John McEnroe                              | Florența Mihai Iván Molina                       | 7–6, 6–3                                         |
| 1978       | Renáta Tomanová Pavel Složil                           | Virginia Ruzici Patrice Dominguez                | 7–6, ritiro                                      |
| 1979       | Wendy Turnbull (1) Bob Hewitt                          | Virginia Ruzici Ion Țiriac                       | 6–3, 2–6, 6–3                                    |
| 1980       | Anne Smith (1) Billy Martin                            | Renáta Tomanová Stanislav Birner                 | 2–6, 6–4, 8–6                                    |
| 1981       | Andrea Jaeger Jimmy Arias                              | Betty Stöve Fred McNair                          | 7–6, 6–4                                         |
| 1982       | Wendy Turnbull (2) John Lloyd                          | Cláudia Monteiro Cássio Motta                    | 6–2, 7–6(10)                                     |
| 1983       | Barbara Jordan (1) Eliot Teltscher                     | Leslie Allen Charles Strode                      | 6–2, 6–3                                         |
| 1984       | Anne Smith (2) Dick Stockton                           | Anne Minter Laurie Warder                        | 6–2, 6–4                                         |
| 1985       | Martina Navrátilová (2) Heinz Günthardt                | Paula Smith Francisco González                   | 2–6, 6–3, 6–2                                    |
| 1986       | Kathy Jordan (2) Ken Flach                             | Rosalyn Fairbank Mark Edmondson                  | 3–6, 7–6(3), 6–3                                 |
| 1987       | Pam Shriver Emilio Sánchez                             | Lori McNeil Sherwood Stewart                     | 6–3, 7–6(4)                                      |
| 1988       | Lori McNeil Jorge Lozano (1)                           | Brenda Schultz Michiel Schapers                  | 7–5, 6–2                                         |
| 1989       | Manon Bollegraf Tom Nijssen                            | Arantxa Sánchez Vicario Horacio de la Peña       | 6–3, 6(3)–7, 6–2                                 |
| 1990       | Arantxa Sánchez Vicario (1) Jorge Lozano (2)           | Nicole Bradtke Danie Visser                      | 7–6(5), 7–6(8)                                   |
| 1991       | Helena Suková Cyril Suk                                | Caroline Vis Paul Haarhuis                       | 3–6, 6–4, 6–1                                    |
| 1992       | Arantxa Sánchez Vicario (2) Mark Woodforde             | Lori McNeil Bryan Shelton                        | 6–2, 6–3                                         |
| 1993       | Evgenija Manjukova Andrej Ol'chovskij                  | Elna Reinach Danie Visser                        | 6–2, 4–6, 6–4                                    |
| 1994       | Kristie Boogert Menno Oosting                          | Larisa Neiland Andrej Ol'chovskij                | 7–5, 3–6, 7–5                                    |
| 1995       | Larisa Neiland Todd Woodbridge                         | Jill Hetherington John-Laffnie de Jager          | 7–6(8), 7–6(4)                                   |
| 1996       | Patricia Tarabini Javier Frana                         | Nicole Arendt Luke Jensen                        | 6–2, 6–2                                         |
| 1997       | Rika Hiraki Mahesh Bhupathi (1)                        | Lisa Raymond Patrick Galbraith                   | 6–4, 6–1                                         |
| 1998       | Venus Williams Justin Gimelstob                        | Serena Williams Luis Lobo                        | 6–4, 6–4                                         |
| 1999       | Katarina Srebotnik (1) Piet Norval                     | Larisa Neiland Rick Leach                        | 6–3, 3–6, 6–3                                    |
| 2000       | Mariaan de Swardt David Adams                          | Rennae Stubbs Todd Woodbridge                    | 6–3, 3–6, 6–3                                    |
| 2001       | Virginia Ruano Pascual Tomás Carbonell                 | Paola Suárez Jaime Oncins                        | 7–5, 6–3                                         |
| 2002       | Cara Black Wayne Black                                 | Elena Bovina Mark Knowles                        | 6–3, 6–3                                         |
| 2003       | Lisa Raymond Mike Bryan                                | Elena Lichovceva Mahesh Bhupathi                 | 6–3, 6–4                                         |
| 2004       | Tatiana Golovin Richard Gasquet                        | Cara Black Wayne Black                           | 6–3, 6–4                                         |
| 2005       | Daniela Hantuchová Fabrice Santoro                     | Martina Navrátilová Leander Paes                 | 3–6, 6–3, 6–2                                    |
| 2006       | Katarina Srebotnik (2) Nenad Zimonjić (1)              | Elena Lichovceva Daniel Nestor                   | 6–3, 6–4                                         |
| 2007       | Nathalie Dechy Andy Ram                                | Katarina Srebotnik Nenad Zimonjić                | 7–5, 6–3                                         |
| 2008       | Viktoryja Azaranka Bob Bryan (1)                       | Katarina Srebotnik Nenad Zimonjić                | 6–2, 7–6(4)                                      |
| 2009       | Liezel Huber Bob Bryan (2)                             | Vania King Marcelo Melo                          | 5–7, 7–6(6), [10–7]                              |
| 2010       | Katarina Srebotnik (3) Nenad Zimonjić (2)              | Jaroslava Švedova Julian Knowle                  | 4–6, 7–6(5), [11–9]                              |
| 2011       | Casey Dellacqua Scott Lipsky                           | Katarina Srebotnik Nenad Zimonjić                | 7–6(6), 4–6, [10–7]                              |
| 2012       | Sania Mirza Mahesh Bhupathi (2)                        | Klaudia Jans-Ignacik Santiago González           | 7–6(3), 6–1                                      |
| 2013       | Lucie Hradecká František Čermák                        | Kristina Mladenovic Daniel Nestor                | 1–6, 6–4, [10–6]                                 |
| 2014       | Anna-Lena Grönefeld Jean-Julien Rojer                  | Julia Görges Nenad Zimonjić                      | 4–6, 6–2, [10–7]                                 |
| 2015       | Bethanie Mattek-Sands Mike Bryan                       | Lucie Hradecká Marcin Matkowski                  | 7–6(3), 6–1                                      |
| 2016       | Martina Hingis Leander Paes                            | Sania Mirza Ivan Dodig                           | 4–6, 6–4, [10–8]                                 |
| 2017       | Gabriela Dabrowski Rohan Bopanna                       | Anna-Lena Grönefeld Robert Farah                 | 2–6, 6–2, [12–10]                                |
| 2018       | Latisha Chan (1) Ivan Dodig (1)                        | Gabriela Dabrowski Mate Pavić                    | 6–1, 6(5)–7, [10–8]                              |
| 2019       | Latisha Chan (2) Ivan Dodig (2)                        | Gabriela Dabrowski Mate Pavić                    | 6–1, 7–6(5)                                      |
| 2020       | Non disputato a causa della pandemia da COVID-19       | Non disputato a causa della pandemia da COVID-19 | Non disputato a causa della pandemia da COVID-19 |
| 2021       | Desirae Krawczyk Joe Salisbury                         | Elena Vesnina Aslan Karacev                      | 2–6, 6–4, [10–5]                                 |
| 2022       | Ena Shibahara Wesley Koolhof                           | Ulrikke Eikeri Joran Vliegen                     | 7–6(5), 6–2                                      |
| 2023       | Miyu Katō Tim Pütz                                     | Bianca Andreescu Michael Venus                   | 4–6, 6–4, [10–6]                                 |
| 2024       | Laura Siegemund Édouard Roger-Vasselin                 | Desirae Krawczyk Neal Skupski                    | 6–4, 7–5                                         |
| 2025       | Sara Errani Andrea Vavassori                           | Taylor Townsend Evan King                        | 6–4, 6–2                                         |